# Georg Philipp Rugendas

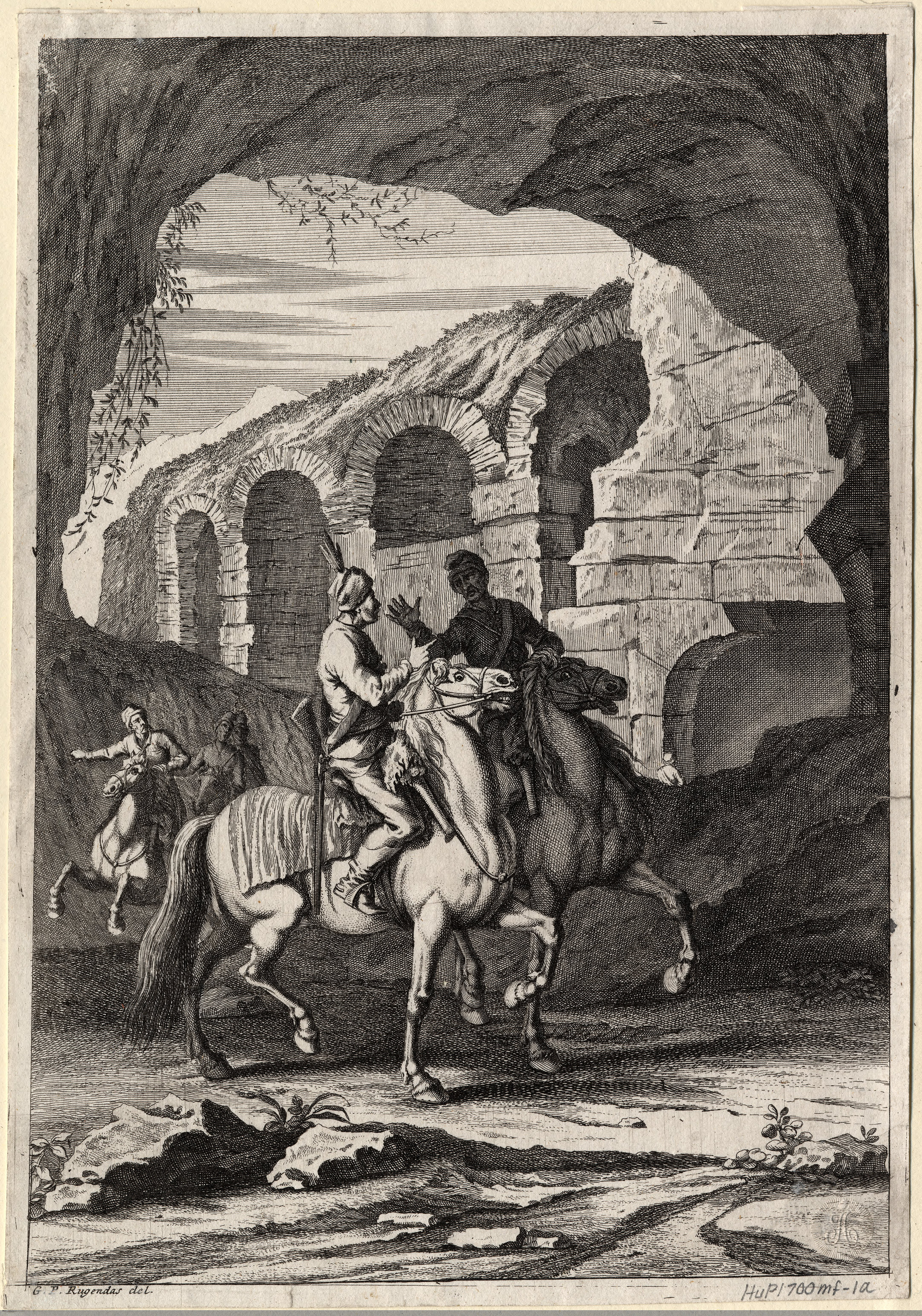
Két magyar lovas

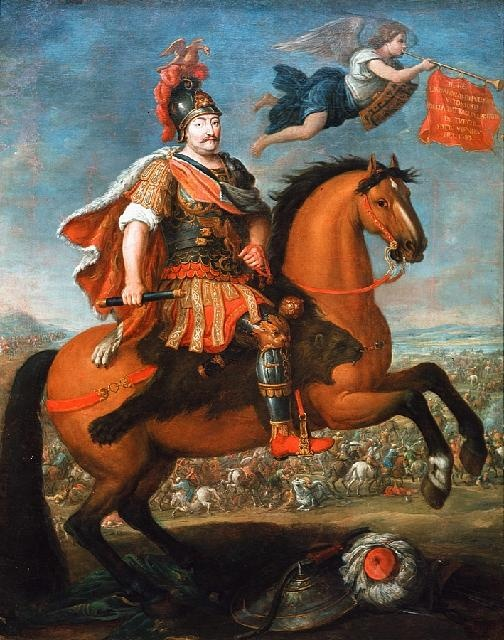
III. János lengyel király

Georg Philipp Rugendas (Augsburg, 1666. november 27. – Augsburg, 1742. augusztus 10.) német festő, rézmetsző.

## Élete
Szülővárosában, majd Bécsben és Velencében tanult, fejlődésére azonban Rómában Jacques Courtois (Bourguignon) gyakorolt döntő befolyást. Ő is főleg arcképeket festett, melyeknek elrendezése élénk, rajza biztos, színezete természetes. Legnagyobb részük a braunschweigi múzeumban és a hamptoncourti képtárban van. Tágabb körökben ismeretesek rézkarcai, a lovasokat, meg parasztokat ábrázoló Capricci (6 lap), a Franciák Augsburg előtt (6 lap); XII. Károly svéd király és Savoyai Jenő herceg lovasképei, valamint kuruc-képei stb. 1710-ben az augsburgi művészeti iskola igazgatója lett. Fiai: ifj. Georg Philipp Rugendas (1701–1774), Christian Rugendas (1708–1781) és Jeremias Gottlob Rugendas (1710–1772) ügyes rézmetszők voltak.